# 原佳里郵便局
原佳里郵便局是臺灣臺南市的文化資產，位於佳里區。該建築是臺南郵便局在1973年拆除蓋起電信大樓後，臺南市現存唯一郵電相關的日治時期官署建築。於2016年12月1日公告為歷史建築。
所在地周遭過去聚集了北門郡役所、公會堂等地方政府中心，但大半已經拆除改建，僅存郵便局因所屬管理單位為郵政協會與電信協會共同持有而未加利用，荒廢迄今。

## 歷史
佳里郵便局的前身，蕭壠郵便受取所於明治三十年（1897年）12月15日開設，同時開辦小包郵便物受付，不過於明治卅二年（1899年）2月1日廢止。明治四十年（1907年）7月20日，蕭壠郵便受取所再度設置，並於明治四十二年（1909年）7月25日開辦電報配達業務，同年11月15日開辦內外國和歐文電報業務。明治四十三年（1910年）4月1日，蕭壠郵便受取所改為臺南郵便電信局蕭壠出張所，專辦蕭壠糖廠郵電業務，不開放民眾使用。並於明治四十五年（1912年）3月31日改為三等郵便電信局，兼掌電話、電信業務，底下轄有北門出張所。最終於大正九年（1920年）10月1日改名佳里郵便局。

該建築在2016年公告為歷史建築。2019年展開修護計畫。

## 建築特色
佳里郵便局建築採日式切妻頂屋頂設計，立面洗石子工法精緻，外觀頗具個性，造型優美，反映1930年代之建築風格。

## 外部連結
- 原佳里郵便局──臺南市文化資產管理處 （页面存档备份，存于）